# Батиевский, Алексей Михайлович
Алексей Михайлович Батиевский (1921 — 26 ноября 2012) — советский лётчик штурмовой авиации Военно-морского флота во время Великой Отечественной войны, Герой Советского Союза (6.03.1945). Подполковник (1975). 

## Биография
Родился 12 марта 1921 года в селе Городище (ныне — Чернухинский район Полтавской области) в крестьянской семье (отец в 1937 году был репрессирован по обвинению в хозяйственном преступлении к 7 годам заключения, однако через год при пересмотре дела освобождён со снятием судимости). Окончил 10 классов средней школы в соседнем селе Вороньки в 1938 году. В 1940 году окончил 2 курса учительского института в городе Лубны Полтавской области, работал учителем русского языка и литературы в школе в селе Аполлоновка (Сахновщинский район Харьковской области Украинской ССР). 
В ноябре 1940 года призван на службу в Рабоче-крестьянский Красный Флот. Сначала учился в Военно-морском авиационном училище имени И. В. Сталина (Ейск), но после начала войны и в связи с эвакуацией училища в сентябре 1941 года был переведён в Военно-морское авиационное училище имени С. А. Леваневского, которое тогда действовало в эвакуации в Куйбышевской области. В марте 1943 года окончил Военно-морское авиационное училище. В 1944 году вступил в ВКП(б).
С марта 1943 года — на фронтах Великой Отечественной войны. Фактически же начала участвовать в боях только с июня 1943 года (до этого полк находился в резерве, занимаясь освоением новой авиационной техники, но при этом числился в составе действующего флота). Весь боевой путь прошёл в составе 35-го штурмового авиационного полка ВВС Краснознамённого Балтийского флота: лётчик, с мая 1944 — командир звена, с июня 1944 — заместитель командира эскадрильи. Участвовал в битве за Ленинград, Ленинградско-Новгородской, Выборгско-Петрозаводской, Прибалтийской и Восточно-Прусской наступательных операциях. 4 раза был подбит зенитным огнём и совершал вынужденные посадки, был ранен осколками зенитных снарядов и контужен.
К середине октября 1944 года заместитель командира авиационной эскадрильи 35-го штурмового авиаполка 9-й штурмовой авиационной дивизии ВВС Балтийского флота старший лейтенант Алексей Батиевский совершил 130 боевых вылетов, в ходе которых взорвал 6 складов с боеприпасами, 16 дзотов, 7 полевых орудий, 5 миномётных батарей, 39 автомашин, 2 танка, потопил 7 десантных барж, 1 катер и 2 транспорта.
Указом Президиума Верховного Совета СССР от 6 марта 1945 года «за образцовое выполнение боевых заданий командования на фронте борьбы с немецкими захватчиками и проявленные при этом отвагу и геройство» старшему лейтенанту Алексею Михайловичу Батиевскому присвоено звание Героя Советского Союза с вручением ордена Ленина и медали «Золотая Звезда» за номером 6804.
В феврале 1945 года был отозван с фронта и направлен на учёбу. Более в боевых действиях не участвовал. В целом совершил 143 боевых вылета.
В июле 1945 года окончил Высшие офицерские курсы ВВС ВМФ в Моздоке, с октября 1945 года служил заместителем командира эскадрильи 35-го штурмового авиаполка ВВС БФ, с ноября 1947 по декабрь 1949 года — заместителем командира — штурманом эскадрильи 87-го гвардейского штурмового авиаполка. В 1950 году окончил Высшие офицерские лётно-тактические курсы авиации ВМС (Рига). Продолжал службу в ВВС 4-го ВМФ на Балтийском море: с января 1951 — командир звена 1533-го истребительного авиаполка ВМФ, с апреля 1952 — командир звена 1942-го истребительного авиаполка ВМФ, с февраля 1954 — заместитель командира – штурман эскадрильи 223-го гвардейского истребительного авиаполка. Летал на реактивных истребителях. Участвовал в перехвате самолёта-нарушителя в годы «холодной войны». В январе 1955 года был переведён в ВВС Тихоокеанского флота и назначен командиром эскадрильи 59-го истребительного авиаполка ВВС Северо-Тихоокеанской флотилии. В апреле 1957 года майор (это звание ему было присвоено 14 июня 1956 года, воинское звание подполковник присвоено уже во время нахождения в запасе в 1975 году) А. М. Батиевский уволен в запас. 
Жил в Полтаве, в 1961 году переехал в Москву. В 1965 году окончил Московский государственный заочный педагогический институт, в 1972-1973 годах преподавал в нём на кафедре философии. Является автором трёх сборников художественной и исторической литературы. Увлекался коллекционированием афоризмов и сам являлся автором многих из них, опубликованных в изданном им трёхтомнике и в других различных сборниках.
Умер 26 ноября 2012 года. Похоронен в Москве на Троекуровском кладбище.

## Награды
- Герой Советского Союза (6.03.1945)
- Орден Ленина (6.03.1945)
- Три ордена Красного Знамени (30.04.1944, 27.05.1944, 12.08.1944)
- Орден Отечественной войны 1-й степени (11.03.1985)
- Два ордена Красной Звезды (27.01.1944, 30.12.1956)
- Медаль «За боевые заслуги» (26.03.1953)
- Медаль «За оборону Ленинграда»
- Ряд других медалей СССР и РФ

## Сочинения
- Батиевский А. М. Короче анекдота: афоризмы в 3 частях. — М.: А. Н. Жуков, 2001—2002. — ISBN 5-88979-098-6.
- Ветераны Арбата: Воспоминания. / [Сост. А. М. Батиевский]. — М.: Наука, 2002. — 215 с. — ISBN 5-02-008795-5.
- Всем смертям назло! Вспоминают Герои Советского Союза. / [Сост. А. М. Батиевский]. — М., 2000.